# Jestem nieśmiały, ale się leczę
Jestem nieśmiały, ale się leczę (fr. Je suis timide... mais je me soigne) – francuski film komediowy z 1978 roku.

## Treść
Pierre, kasjer hotelowy z Vichy, jest chorobliwie nieśmiały. Nie potrafi nawiązywać kontaktów z kobietami, przez co jest samotny. Pewnego zakochuje się w Agnes, pięknej i bogatej kobiecie, spotkanej przypadkowo w hotelu. Postanawia wreszcie pokonać swoją słabość. Nawiązuje kontakt z terapeutą Aldo z Instytutu Psychologii Zaawansowanej. Jednak początki kuracji nie idą najlepiej, a tymczasem Agnes przenosi się z Vichy do hotelu w Nicei. Pierre postanawia jechać za nią. By rozkochać w sobie Agnes, Pierre za radą terapeuty, oprócz pokonania nieśmiałości, musi też wcielić się w rolę człowieka z wyższych sfer.

## Obsada
- Pierre Richard: Pierre Renaud
- Aldo Maccione: Aldo Ferrari, terapeuta
- Mimi Coutelier: Agnès
- Jacques François: pan Henri
- Catherine Lachens: kierowca ciężarówki
- Robert Castel: Trinita
- Jean-Claude Massoulier: Gilles
- Hélène Manesse: Irène